# Darkoye-Wara-Wara
Darkoye-tamidawas et wara wara est un village situé à l'ouest et à 12 km de Markoye, dans le département de Markoye, dans la province d'Oudalan, région du Sahel, au Burkina Faso.

## Histoire
Le village de Darkoye Wara Wara a été fondé par Walendou Fati, Walendou est un éleveur Peulh venu de Tin-Rhassan dans la commune de Tin-Akoff[réf. nécessaire].

## Économie
L'économie est basée sur l'élevage et l'agriculture